# Condado de Wicklow
El condado de Wicklow (en irlandés: Contae Chill Mhantáin, pronunciado [ˈkɔnt̪eː ˈçɪl̪ʲ ˈwant̪aːnʲ]) está ubicado en la costa medio-oriental de Irlanda, al sur del condado de Dublín. Tiene una superficie de 2024 km² y su punto más alto es el Log na Coille (925 m), en la cadena de los Montes Wicklow.
La capital del condado es Wicklow (10.600 habitantes), aunque la ciudad más grande es Bray (población: 32.600 habitantes). Otras ciudades importantes son Greystones (población: 18.100) y Arklow (población. 14.400), todas ellas en la costa oriental. Algunas de sus poblaciones forman parte del Gran Dublín.
Se le conoce como 'el último condado', ya que fue el último en crearse en 1605. Anteriormente formaba parte de los condados de Carlow y Dublín. También se le llama 'el Jardín de Irlanda' por su naturaleza.
El parque nacional Montañas de Wicklow y la cascada Powerscourt (con 121 m la más alta de Irlanda) se hallan en su territorio.
En el condado tiene su sede el equipo ciclista profesional Colnago-CSF Inox.

## Ciudades y pueblos
- Arklow (14353)
- Ashford (1425)
- Aughrim (1442)
- Avoca (771)
- Ballinaclash (311)
- Ballinakil (227)
- Baltinglass (2137)
- Blessington (5520)
- Bray (32600)
- Carnew (1052)
- Coolboy (267)
- Donard (192)
- Dunlavin (838)
- Enniskerry (1889)
- Glenealy (694)
- Greystones (18140)
- Kilcoole (4239)
- Kilmacanogue (1042)
- Kilpedder (1255)
- Knockananna (143)
- Laragh (342)
- Manor Kilbride (272)
- Newcastle (924)
- Newtownmountkennedy (2835)
- Rathnew (3370)
- Rathdrum (1663)
- Redcross (278)
- Roundwood (948)
- Shillelagh (337)
- Stratford-on-Slaney (241)
- Tinahely (937)
- Wicklow (10584)